# Methanothermus fervidus
Methanothermus fervidus es una especie de arquea metanógena endémica de las aguas termales de Islandia. Es extremadamente termófila. Sus células poseen forma de barra; su cápsula bacteriana tiene dos capas, cada aproximadamente 12 nm de espesor; la externa es una dotación de proteínas.  Su cepa tipo es Methanothermus fervidus Stetter 1982.  Las células son móviles, estrictamente anaerobias y tiñen Gram positivas. Puede crecer a temperaturas tan altas como 97 °C. Cepa V24ST puede utilizar solamente dióxido de carbono y de hidrógeno.  Su genoma es 1,243,342 bp en longitud.

## Otras lecturas
- Sandman, Kathleen (1990). «HMf, a DNA-binding protein isolated from the hyperthermophilic archaeon Methanothermus fervidus, is most closely related to histones». PNAS 87 (15): 5788-5791. PMC 54413. PMID 2377617. doi:10.1073/pnas.87.15.5788.
- Sandman, Kathleen (1994). «Growth-phase-dependent synthesis of histones in the archaeon Methanothermus fervidus». PNAS 91 (26): 12624-12628. PMC 45491. PMID 7809089. doi:10.1073/pnas.91.26.12624.
- Steigerwald, V. J., G. S. Beckler, and J. N. Reeve. "Conservation of hydrogenase and polyferredoxin structures in the hyperthermophilic archaebacterium Methanothermus fervidus." Journal of bacteriology 172.8 (1990): 4715-4718.
- Anderson, Iain (2010). «Complete genome sequence of Methanothermus fervidus type strain (V24S(T))». Standards in Genomic Sciences 3 (3): 315-324. PMC 3035299. PMID 21304736. doi:10.4056/sigs.1283367.